# Rutumba
Rutumba är ett periodiskt vattendrag i Burundi.   Det ligger i provinsen Ruyigi, i den centrala delen av landet, 120 kilometer öster om huvudstaden Bujumbura.
Omgivningarna runt Rutumba är en mosaik av jordbruksmark och naturlig växtlighet. Runt Rutumba är det ganska tätbefolkat, med 155 invånare per kvadratkilometer.